# Daredevil (serie de televisión)
Marvel's Daredevil, o simplemente Daredevil, es una serie de televisión estadounidense creada por Drew Goddard para el servicio de streaming, Netflix, basada en el personaje de Marvel Comics, Daredevil. Está ambientada en el Universo cinematográfico de Marvel, compartiendo continuidad con las películas de la franquicia, y fue la primera serie de Netflix que condujo a la miniserie cruzada, The Defenders (2017). Daredevil fue producida por Marvel Television, en asociación con ABC Studios. Steven S. DeKnight se desempeñó como showrunner en la primera temporada, con Doug Petrie y Marco Ramírez asumiendo el cargo para la segunda temporada, y Erik Oleson uniéndose a la serie como showrunner en su tercera temporada; Goddard se desempeñó como consultor de la serie.
Charlie Cox interpreta a Matt Murdock / Daredevil, un abogado ciego de día que lucha contra el crimen como un justiciero enmascarado por la noche. Deborah Ann Woll, Elden Henson, Rosario Dawson, y Vincent D'Onofrio también protagonizan, con Toby Leonard Moore, Vondie Curtis-Hall, Bob Gunton, y Ayelet Zurer uniéndose a ellos para la primera temporada, Jon Bernthal, Élodie Yung, y Stephen Rider uniéndose el elenco de la segunda temporada, y Joanne Whalley, Jay Ali y Wilson Bethel uniéndose la tercera temporada. Daredevil entró en desarrollo a finales de 2013, un año después de que los derechos cinematográficos del personaje volvieran a manos de Marvel, con Goddard contratado inicialmente en diciembre de 2013. Cox fue elegido en mayo de 2014 y el traje de Daredevil fue diseñado por Ryan Meinerding del equipo de diseño de Marvel Studios. La serie estaba destinada a ser más oscura que otros proyectos de Marvel, evitando intencionalmente los cruces con el UCM más amplio y centrándose en un estilo de ficción criminal inspirado en las películas de la década de 1970. La inspiración del diseño se tomó del escenario Hell's Kitchen de los cómics, y el rodaje tuvo lugar en la ciudad de Nueva York en áreas que todavía se veían así.
La primera temporada se estrenó en su totalidad en Netflix, el 10 de abril de 2015, seguida de la segunda, el 18 de marzo de 2016 y la tercera, el 19 de octubre de 2018. Recibieron críticas positivas y recibieron numerosos elogios, incluidas varias nominaciones al Primetime Creative Arts Emmy Awards. Una serie derivada, centrada en el personaje de Bernthal, Frank Castle / Punisher y titulada The Punisher, fue ordenada por Netflix en abril de 2016. El 29 de noviembre de 2018, Netflix canceló Daredevil. Todas las series de series Marvel de Netflix fueron eliminadas de Netflix y agregadas a Disney+ en marzo de 2022, después de Disney recuperara la licencia para ellas. A partir de 2021, Cox y D'Onofrio repitieron sus papeles como Murdock y Wilson Fisk / Kingpin en producciones del UCM producidas por Marvel Studios, incluyendo una nueva serie secuela de la serie original, Daredevil: Born Again (2025), con Woll, Henson, Bernthal, Zurer y Bethel retomando sus papeles.

## Premisa
La primera temporada ve al abogado por día, Matt Murdock usar sus sentidos agudizados al haberse quedado ciego cuando era niño para luchar contra el crimen por la noche en las calles del barrio Hell's Kitchen de la ciudad de Nueva York como Daredevil, mientras descubre una conspiración del inframundo criminal dirigida por Wilson Fisk. En la segunda temporada, Murdock continúa equilibrando la vida como abogado y Daredevil, mientras se cruza con Frank Castle / Punisher, un justiciero con métodos mucho más mortíferos, así como el regreso de una exnovia, Elektra Natchios. En la tercera temporada, después de que Fisk es liberado de prisión, Murdock, quien ha estado desaparecido durante meses luego de los eventos de The Defenders, resurge como un hombre destrozado y debe decidir entre esconderse del mundo como abogado penalista o aceptar su vida como un héroe vigilante.

## Reparto y personajes
- Charlie Cox como Matt Murdock / Daredevil: 
Un abogado ciego que lleva una doble vida como el vigilante Daredevil.[5] El showrunner de la primera temporada, Steven DeKnight, explicó que Murdock "no es súper fuerte. No es invulnerable [...] simplemente tiene sentidos que son mejores que los de un humano normal". Sobre la moral "gris" del personaje, señaló: "Es abogado de día y ha hecho este juramento. Pero todas las noches rompe ese juramento, sale y hace cosas muy violentas".[6] El catolicismo del personaje juega un papel importante en la serie, con DeKnight llamándolo "uno de los personajes más religiosos, si no el más, del Universo Marvel".[7] Cox trabajó con el consultor para ciegos, Joe Strechay,[8] y estaba consciente de lo que hacían sus ojos en todo momento, para asegurarse de que no mirarían ni reaccionarían ante algo diferente a una persona ciega.[9] Skylar Gaertner interpreta a un joven Matt Murdock.[10]
- Deborah Ann Woll como Karen Page:
Una joven enigmática cuya búsqueda de justicia la lleva a estrellarse contra la vida de Murdock.[11] Después de interpretar a Jessica Hamby en True Blood de 2008 a 2014, Woll trató específicamente de "dirigirse de manera diferente a eso" con Page.[12] Woll señaló que la historia de fondo de Page sería diferente a la de los cómics, diciendo: "En los cómics, al principio Karen es muy inocente y luego, hacia el final, realmente ha dado un giro completo de 180, está en muchos problemas, así que yo quería encontrar una manera de hacer de ella ambas cosas al mismo tiempo. ¿Puede ser una persona realmente maravillosa y amable que se siente un poco atraída por el peligro? No siempre se mete en problemas porque "¡Oh, mujer tonta!" Karen realmente lo está buscando y no dejará que su miedo le impida encontrar la verdad".[9]
- Elden Henson como Franklin "Foggy" Nelson:
El mejor amigo y socio legal de Murdock.[13] En abril de 2015, Henson habló de su entusiasmo por el papel del personaje en la serie y dijo: "Estaba muy emocionado cuando recibí los guiones y leí que Foggy no era solo un compañero inútil. No es solo un alivio cómico. Quiero decir, él es uno de esas cosas. Tiene un alivio cómico, pero fue emocionante saber que estos otros personajes tendrían su propio camino y sus propias cosas con las que lidiar".[14]
- Toby Leonard Moore como James Wesley: La mano derecha de Wilson Fisk.[15][16] Moore describió a Wesley como encantador y "cobarde como el infierno".[17]
- Vondie Curtis-Hall como Ben Urich: Periodista de investigación del New York Bulletin.[15][16]
- Bob Gunton como Leland Owlsley: Financiero de Wall Street, contador y figura clave en los planes de Wilson Fisk para Hell's Kitchen.[15][16][18]
- Ayelet Zurer como Vanessa Marianna-Fisk: Una empleada de una galería de arte que, a diferencia de la versión de los cómics, conoce y acepta los verdaderos tratos de Wilson Fisk y finalmente se casa con él.[15][16]
- Rosario Dawson como Claire Temple: 
Una enfermera que ayuda a Murdock.[15][18] El personaje es una amalgama de los personajes de cómic Claire Temple y Night Nurse.[19] El personaje originalmente iba a ser "la real Night Nurse", pero se fusionó con Temple cuando los guionistas supieron que Marvel Studios tenía planes para ese personaje en sus películas.[20] Dawson explicó que Temple "es una persona normal y se vuelve más heroica de una manera que tal vez no esperaba",[14] y "Ella no es un interés amoroso, es un ojo escéptico que mira esta extraña situación. Ella es la que puede decir: 'Tú no eres muy bueno en esto. Eso lo hace sentir más real".[19]
- Vincent D'Onofrio como Wilson Fisk / Kingpin:
Un poderoso hombre de negocios y señor del crimen cuyos intereses en el futuro de Hell's Kitchen lo ponen en conflicto con Murdock y Daredevil.[21][22][23] D'Onofrio dijo que esperaba que su interpretación de Fisk fuera una nueva forma de mirar al personaje, y que sería la representación definitiva de Fisk.[24] DeKnight detalló que "Fisk tiene muchos aspectos diferentes, así que no es todo "quiero conquistar la ciudad y hacer mucho dinero". En nuestra historia, contamos la historia de cómo conoció a su esposa Vanessa y cómo se enamoraron". También dijo que "si estás buscando un drama criminal jugoso y multifacético, Wilson Fisk era la elección obvia para interpretar al antagonista [...] [él] realmente se sentía como el yin del yang correcto para Matt, y para lo que queríamos hacer esta temporada".[25] Cole Jensen interpreta a un joven Wilson Fisk.[26]
- Jon Bernthal como Frank Castle / Punisher:
Un justiciero que tiene como objetivo limpiar Hell's Kitchen por cualquier medio necesario, sin importar cuán letales sean los resultados.[27][28] DeKnight dijo que esta versión de Punisher sería "completamente la versión de Marvel", ya que las representaciones anteriores no aparecían bajo el estandarte de Marvel Studios / Marvel Television. También sintió que Punisher de Bernthal no sería tan "gráficamente violento" como en Punisher: War Zone (2008).[29] El productor ejecutivo de la segunda temporada, Doug Petrie declaró que Travis Bickle de Taxi Driver (1976) fue una influencia en el personaje, así como en los acontecimientos actuales, diciendo: "Tomar la justicia letal en tus propias manos en Estados Unidos en 2015 es una mierda complicada. No hemos rehuido lejos de la rica y complicada realidad del Ahora. Si tienes un arma y no eres policía, vas a incitar sentimientos fuertes". Bernthal agregó que "este personaje ha resonado entre las fuerzas del orden y las fuerzas armadas... y lo mejor de él es que si te ofende, simplemente no le importa".[30]
- Élodie Yung como Elektra Natchios: 
Una mujer misteriosa y peligrosa del pasado de Murdock. Se hizo referencia al personaje en la primera temporada, antes de que Yung fuera elegida para el papel.[28][31][32] Describiendo el efecto de Elektra en Murdock, Petrie la llamó "la mejor mala novia que puedas tener. Ella hace todo mal y es atractiva, ella es la identificación [de Matt], el lado salvaje. Matt siempre está domando su lado salvaje. Elektra simplemente lo deja salir. Eso lo repugna y lo atrae profundamente".[30] Yung describió a Elektra como "una especie de sociópata. Este mundo es un juego para ella. Es como un juego de ajedrez, y lo que la motiva es lo que quiere. Ella usa cualquier cosa que necesite usar para llegar a su objetivo, y si necesita matar gente, lo haría". Agregó que Elektra no es ni buena ni mala, sino una "persona con diferentes rasgos" y capas.[33] Lily Chee interpreta a una joven Elektra.[34]
- Stephen Rider como Blake Tower: Un fiscal de distrito de Nueva York que ayuda a Daredevil con información para rastrear y capturar criminales[35]
- Joanne Whalley como Maggie Grace: Una monja con fuertes opiniones que dice lo que piensa y se preocupa por Murdock mientras se recupera de sus heridas.[36][37] Más tarde se revela que es la madre de Murdock.
- Jay Ali como Rahul "Ray" Nadeem: Un agente del FBI honesto y ambicioso que se hace cargo del caso de Fisk.[38]
- Wilson Bethel como Benjamin "Dex" Poindexter:
Un agente del FBI psicopático que es capaz de usar casi cualquier objeto como proyectil letal.[39][40] Bethel describió su personaje como "un retrato realmente matizado de un hombre con problemas psicológicos muy serios", y dijo que para prepararse para el papel, tuvo que leer sobre experiencias de psicosis y esquizofrenia.[41][42] Además, dijo que Dex necesitaba la "estructura del buró para mantener la oscuridad dentro de él dominada".[43] El productor ejecutivo, Jeph Loeb dijo que la interacción del personaje con Wilson Fisk corrompería a Poindexter y lo convertiría en un adversario temerario.[44]

## Episodios
| Temporada | Temporada | Episodios | Episodios | Lanzamiento original  | Lanzamiento original  |
| --------- | --------- | --------- | --------- | --------------------- | --------------------- |
|           | 1         | 13        | 13        | 10 de abril de 2015   | 10 de abril de 2015   |
|           | 2         | 13        | 13        | 18 de marzo de 2016   | 18 de marzo de 2016   |
|           | 3         | 13        | 13        | 19 de octubre de 2018 | 19 de octubre de 2018 |

## Producción

### Desarrollo
En abril de 2013, el presidente de Marvel Studios, Kevin Feige confirmó que los derechos cinematográficos de Daredevil y sus personajes asociados volvieron a Marvel de 20th Century Fox en octubre de 2012, lo que permitió que esos personajes se usaran dentro del Universo cinematográfico de Marvel. Como explicó el director de Marvel Television, Jeph Loeb en 2015, Marvel Studios tuvo los "primeros derechos" en el personaje una vez que los derechos se revirtieron. Drew Goddard presentó una nueva película de Daredevil a Marvel, pero Marvel no buscaba crear una película con Clasificación R, y Goddard no quería una "versión diluida" del personaje, como también explicó en 2015: "Fui a Marvel y hablé con ellos sobre cómo hacerla como película hace un par de años, mucho después de la película de Affleck. Pero de lo que todos nos dimos cuenta es que esta película no quiere costar 200 millones de dólares. Lo que pasa con Matt Murdock es que no está salvando el mundo. Solo está manteniendo limpia su esquina. Así que se sentiría mal tener naves espaciales estrellándose en medio de la ciudad. Pero debido a eso, Marvel en el lado de las películas no está en el negocio de hacer películas de $25 millones. Van a lo grande, como deberían". Marvel Studios finalmente decidió que el personaje estaría mejor representado en una serie de televisión. Aunque Feige tenía planes de usar Daredevil en las películas, los superiores de Marvel Entertainment ordenaron a Marvel Studios que enfocara las películas en los Vengadores y los Guardianes de la Galaxia para que los personajes cuyos derechos habían recuperado pudieran ayudar a construir un "imperio televisivo" planificado bajo su control directo.
En octubre de 2013, Deadline Hollywood informó que Marvel estaba preparando cuatro series dramáticas y una miniserie, con un total de 60 episodios, para presentar a servicios de video bajo demanda y proveedores de cable, con Netflix, Amazon y WGN America expresando interés. Unas semanas más tarde, Disney anunció que Marvel Television y ABC Studios proporcionarían a Netflix series de acción en vivo centradas en Daredevil, Jessica Jones, Iron Fist y Luke Cage, lo que conduciría a una miniserie basada en Los Defensores. Se eligió este formato debido al éxito de The Avengers (2012), para el cual los personajes de Iron Man, Hulk, Capitán América y Thor se presentaron por separado antes de unirse en esa película. En diciembre, Goddard fue contratado oficialmente como productor ejecutivo y showrunner para Daredevil, y su productora Goddard Textiles produjeron la primera temporada. Goddard estaba contento con el cambio a la televisión de su idea cinematográfica "porque puedes tomarte el tiempo y lidiar con estas cosas más pequeñas, que para mí son mucho más interesante a nivel de personaje". Sin embargo, Marvel anunció en mayo de 2014 que Goddard había renunciado como showrunner para centrarse en dirigir una película basada en el equipo, Seis Siniestros de Marvel para Sony Pictures Entertainment. Goddard, quien escribió los primeros dos episodios de la serie, permaneció en el programa como consultor mientras que Steven S. DeKnight asumió el cargo de showrunner y su productora DeKnight Productions produjeron la primera temporada. La serie se tituló oficialmente Daredevil, con Peter Friedlander, Allie Goss, Kris Henigman, Cindy Holland, Alan Fine, Stan Lee, Joe Quesada, Dan Buckley, Jim Chory, Loeb, Goddard y DeKnight también se desempeñan como productores ejecutivos. Kati Johnston se desempeñó como productora.
En abril de 2015, Marvel y Netflix anunciaron que Daredevil había sido renovada para una segunda temporada, pero DeKnight no regresaría debido a compromisos previos. Fue reemplazado como productor ejecutivo por Doug Petrie y Marco Ramírez, quienes se desempeñaron como escritores durante la primera temporada y trabajaron en estrecha colaboración con DeKnight y Goddard. Mark Verheiden, Alison Engel, Ramírez, y Petrie se convirtieron en productores ejecutivos de la segunda temporada, mientras que Friedlander dejó el programa. La serie se renovó para una tercera temporada en julio de 2016, con Petrie y Ramírez con la intención de regresar como showrunners, pero Erik Oleson fue anunciado en octubre de 2017 para asumir el cargo de showrunner, y Karim Zreik, y Oleson también actuaron como productores ejecutivos. Sonay Hoffman y Evan Perazzo actuaron como productores de la temporada.

### Guion
Los elementos de la historia de la serie fueron adaptados de la miniserie de 1993–1994 de Frank Miller y John Romita Jr., Daredevil: The Man Without Fear, un recuento del origen del personaje. Goddard había sido fanático de Daredevil desde hacía mucho tiempo. después de haber sido criado como católico e identificarse con la historia del personaje de un "superhéroe católico que lucha con las nociones del bien y el mal". Él no quería ser "un tipo que solo toma los cómics y luego los filma en la pantalla. Y cree que es nuestro trabajo tratarlo como si fuera nuestra carrera. Si yo fuera el escritor de un cómic, no volverías a contar la historia de otra persona, simplemente toma esa pelota y muévela hacia adelante."
En agosto de 2014, al hablar de la serie en comparación con la película de 2003, Ted Sarandos dijo: "La serie no tendrá miedo de oscurecerse más que la película. Lo que nos encanta de este conjunto particular de héroes es que son un un poco más realista. En cuanto al vestuario y también en el sentido de que se trata de historias de crímenes descarnadas, más en las calles que en las nubes." Profundizando en esto, DeKnight dijo: "Es un poco más cruda y atrevida de lo que Marvel ha hecho antes, pero no buscamos llevarla a la violencia gráfica extrema, la desnudez gratuita ni nada como eso. La historia no requiere eso y creo que sufriría si la llevas tan lejos". El director y productor ejecutivo de Marvel Television, Loeb, declaró más tarde que "no habrá gente volando por el cielo; no hay martillos mágicos. Siempre lo hemos abordado como un drama criminal primero, y un programa de superhéroes segundo". DeKnight se inspiró en The French Connection (1971), Dog Day Afternoon (1975) y Taxi Driver (1976), y afirmó que "preferiríamos inclinarnos hacia The Wire  (2002–2008) que lo que se considera un clásico programa de televisión de superhéroes."
Loeb comparó el enfoque de la serie para contar historias durante varias temporadas con "el mundo de la publicación, donde tienes el cómic de Frank Miller, tienes el de Brian Bendis, tienes el de Ed Brubaker. Tuve la suerte de hacer Daredevil: Yellow (2001–2002). Pero se sienten diferentes. Tienen elementos diferentes. El mismo elenco. En muchos casos, el mismo tono. Pero una aventura diferente... puedes ver la segunda temporada de Daredevil sin haber visto la primera temporada de Daredevil. Pero si miras cada uno de ellas, es como obtener dos libros diferentes. Está más cerca del mundo de la novela gráfica que del mundo del programa serializado en curso".

### Casting
A fines de mayo de 2014, Charlie Cox fue elegido como Matt Murdock / Daredevil. Cox fue la primera opción para el papel, sugerido por Quesada en 2012 antes de que Marvel Studios recuperara los derechos del personaje de la antigua 20th Century Fox. El 10 de junio, Marvel anunció que Vincent D'Onofrio interpretaría a Wilson Fisk / Kingpin en la serie, y el 20 de junio, Rosario Dawson se unió al elenco. Unos días después, Elden Henson fue elegido como Foggy Nelson, mientras que el 17 de julio, Deborah Ann Woll fue elegida como Karen Page. El 11 de octubre, se reveló que el papel de Dawson sería Claire Temple, un personaje parecido al de Night Nurse, mientras que Ayelet Zurer, Bob Gunton, Toby Leonard Moore y Vondie Curtis-Hall se unieron a la serie como Vanessa Mariana, Leland Owlsley, James Wesley y Ben Urich, respectivamente.
En junio de 2015, Marvel anunció que Jon Bernthal fue elegido como Frank Castle / Punisher para la segunda temporada, uniéndose a los que regresaron a la primera temporada Cox, Woll, Henson, Dawson y D'Onofrio. Al mes siguiente, Élodie Yung fue elegida como Elektra Natchios, un personaje que ya había sido mencionado en la primera temporada. En septiembre de 2015, Stephen Rider se unió al elenco en el papel de Blake Tower. Cox, Woll, Henson, D'Onofrio, y Rider regresan para la tercera temporada. Wilson Bethel se unió a ellos en noviembre de 2017, como Benjamin "Dex" Poindexter, con Joanne Whalley uniéndose como la hermana Maggie Grace en enero de 2018, y Jay Ali uniéndose como Rahul "Ray" Nadeem, un agente del FBI para marzo de 2018. Zurer tiene una aparición especial en la temporada.
Sobre el proceso de casting, DeKnight afirmó que "Solo tienes que esperar que encuentres el camino correcto. Afortunadamente, nuestro elenco se juntó y no podría haber estado más feliz. Nadie encajará perfectamente en lo que tienes en mente. Para mí, lo más importante no es si se ven o no para el papel, sino si sienten el papel". Laray Mayfield y Julie Schubert se desempeñaron como directoras de casting en la serie. En diciembre de 2017, D'Onofrio reveló que tenía "un acuerdo permanente con Jeph Loeb", creado antes de la primera temporada, que le permitía "entrar y salir del programa", con un aviso no especificado cuando Marvel esperaba usar a D'Onofrio en la serie.

### Diseño

#### Vestuario
La diseñadora de vestuario Stephanie Maslansky, al hablar sobre la inspiración y la visión de la serie, dijo que "Daredevil tiene sus raíces en Hell's Kitchen, el barrio auténticamente arenoso de la ciudad de Nueva York, donde Matt Murdock creció. En los cómics, en particular los de Frank Miller era a principios de la década de 1990: había ilustraciones detalladas que nos esforzamos por dar vida de una manera sólida, arenosa y actualizada, con respeto y un fuerte guiño a los personajes originales. Queríamos continuar donde la versión de los cómics se quedó. Estudié las ilustraciones de Daredevil: The Man Without Fear, Daredevil Yellow y los números de la década de 1960, a los que rinden homenaje las colecciones más nuevas. Quería que el diseño de vestuario reflejara las ilustraciones de esos volúmenes a través de un lente moderna manteniendo una sensibilidad retro". Joshua Shaw, quien también ha realizado trabajos de diseño en Agents of S.H.I.E.L.D. (2013–2020), ayudó a diseñar el vestuario de varios personajes en Daredevil, mientras que Lorraine Calvert asumió el cargo de diseñadora de vestuario para la segunda temporada.
Para el traje rojo de Daredevil, presentado al final de la primera temporada, el director creativo de Marvel Comics, Quesada se puso en contacto con Ryan Meinerding y los artistas de vestuario y el equipo de diseño de Marvel Studios, quienes contribuyeron con ideas de diseño, con una de las ideas de Meinerding en última instancia siendo escogida. Quesada, quien anteriormente trabajó como artista en los cómics de Daredevil, dio varias sugerencias, incluida la incorporación de parte de cómo se creó Nueva York en el traje, lo que condujo al uso de remaches y formas "arquitectónicas". El traje tiene la intención de parecerse a un chaleco de Kevlar, y las secciones negras son un homenaje a los paneles de historietas donde los artistas resaltaron ciertas áreas con rojo, con "partes más profundas" en la sombra. En la máscara, Meinerding señaló la dificultad de diseñar toda la mitad superior de un rostro que debe coincidir con la mitad inferior del rostro de un actor, "porque la mitad de su rostro tiene que estar cubierta y tiene su propia expresión y el rostro del actor es va a estar haciendo otra cosa". Para los garrotes usados por Daredevil en la serie, que fueron diseñados por Andy Park, "Hubo una discusión al principio del proceso, porque Charlie Cox [y su doble] Chris Brewster son ambos diestros, de tener la funda de los garrotes en la pierna derecha. Pero Daredevil usa esos garrotes en el lado izquierdo. Entonces, aunque hubiera sido más fácil colocar la funda en la derecha, todos sentimos que teníamos que mantenernos el perfil clásico y mantenlos a la izquierda."
El traje se actualizó para la segunda temporada, y Calvert lo llamó "un traje mucho más fluido y mucho más táctico en cierto modo". El departamento de vestuario "simplificó" el traje para hacerlo más simple, utilizando menos material en los guanteletes y las botas. Cox describió los cambios como "retoques" que se necesitaban después de ver el traje en acción en la primera temporada, y señaló que los cambios están entretejidos en la historia de la temporada, incluida la necesidad de una máscara nueva y rediseñada.

#### Secuencia de apertura
La secuencia de apertura fue creada por Elastic. La compañía creó previamente la secuencia de títulos para True Detective  (2014–presente), que se había destacado para los creadores en términos de "imaginación y entrega de lo que se trataba el programa". DeKnight explicó que varias compañías le habían hecho propuestas al equipo creativo que involucraban "variaciones de la misma idea, donde te acercas a un ojo y ves un mapa de sonar de la ciudad". Sin embargo, una de las presentaciones de Elastic tenía "sangre fluida goteando sobre todo... como si la pintura cubriera algo invisible y lo revelara", que tanto DeKnight como Loeb querían usar de inmediato.
Al director creativo de Elastic, Patrick Clair, "se le ocurrió la idea de crear un mundo rojo que fuera revelado por líquido". Simulando el líquido por computadora, que pretendía ser una referencia ambigua al veneno y la sangre que se comportaba como "algo entre el chocolate líquido y el alquitrán", fue difícil, y Clair dijo: "Es difícil hacer que un algoritmo actúe de forma 'insidiosa'". El jefe de efectos visuales, Andrew Romatz, explicó que "desarrollar la consistencia y el comportamiento correctos de los fluidos fue definitivamente un proceso complicado. Conseguir que la escala se sintiera bien fue algo con lo que tuvimos que jugar un poco en simulación y también en iluminación y texturizado. Patrick quería las esculturas que formábamos parecían miniaturas, así que experimentamos mucho con la escala de la escena y con la configuración de la cámara, simulando la profundidad de campo para lograr ese aspecto". El jefe de fluidos, Miguel A. Salek, afirmó que "cada toma requería que se pintaran mapas de flujo personalizados en las esculturas, junto con pequeños campos de atracción y miles de pequeños ajustes para lograr las formas y el comportamiento que buscaba Patrick. Al final simulé cientos de pruebas y miles de fotogramas de fluidos para lograr el equilibrio perfecto para cada toma". Debido a limitaciones de tiempo, las referencias a la historia del boxeo de Murdock, como un saco de boxeo y un ring de boxeo, se eliminaron de la secuencia final. La secuencia final se animó con una pista temporal, "una vieja pieza de trip hop de los 90", antes de que se completara la música de John Paesano para la secuencia.

### Rodaje
El rodaje de la serie se llevó a cabo en la ciudad de Nueva York, en áreas de Brooklyn y Long Island City que aún se parecen a la antigua Hell's Kitchen, además del trabajo de estudio de sonido. La producción tuvo un agenda de filmación de ocho días por episodio. Sobre la sensación del programa, DeKnight declaró: "Vamos a hacer un programa que tiene un aire descarnado y neoyorquino de los años 70. Nos encanta la idea de la belleza y la decadencia de la ciudad, y Hell's Kitchen es un lugar que es a la vez hermoso y descarnado al mismo tiempo. Y es por eso que Matt Murdock lo ama y quiere protegerlo." Las secuencias de acción de la serie se inspiraron en las películas The Raid. Matthew J. Lloyd fue el director de fotografía de la primera temporada,  Martin Ahlgren de la segunda temporada,  y Christopher LaVasseur de la tercera temporada.

### Efectos visuales y edición
Los efectos visuales de la serie fueron completados por el estudio de Nueva York, Shade VFX. Bryan Goswin se desempeña como supervisor de efectos visuales. La edición de la serie estuvo a cargo de Jonathan Chibnall, Monty DeGraff, Jo Francis, Michael N. Knue y Damien Smith.

### Música
Se reveló que John Paesano compondría la música de la serie en octubre de 2014. El tema principal de la serie, que fue cocompuesto por Braden Kimball, se deriva de la maqueta original de Paesano para la serie, que presentó durante el proceso de audición. Paesano señaló que es raro que dicho material se incorpore en una partitura final como esta. Se lanzó digitalmente un álbum de la banda sonora de la primera temporada, el 27 de abril de 2015, para la segunda temporada, el 15 de julio de 2016, y para la tercera temporada, el 19 de octubre de 2018.

### Conexiones al Universo cinematográfico de Marvel
Si vives en Nueva York, hay cosas que suceden todo el tiempo. Nunca tomaría a la ligera la tragedia del 9/11, pero el 9/11 afectó a diferentes vecindarios de maneras muy diferentes. Todos sabían que esto había sucedido, pero cuanto más abajo llegabas a esa zona, más te afectaba. Entonces comenzamos con ese tipo de idea, que si el cielo se abriera y Chitauri estuvieran lloviendo con ballenas gigantes, y Hulk y los Vengadores estuvieran allí para salvar el día, eso es realmente emocionante, pero ¿cómo afectó eso a las personas que estaban? ¿Seis cuadras más allá y tres avenidas más abajo? Esa es la riqueza del Universo Marvel. Puedes hacer que suceda ese tipo de cosas y referirte a ellas, pero no dejar que suceda; no somos el mundo de los cómics donde miras hacia el cielo y Thor pasa volando todo el tiempo. Este es un mundo en el que la gente se refiere a Tony Stark como un multimillonario con un traje de hojalata, o la idea de que creen que hay un Thor con un martillo mágico. Pero la verdad del asunto es, 'Nunca lo he visto. ¿Lo has visto alguna vez? Es ese tipo de mundo en el que existimos. Para nosotros, hace de Marvel lo que Marvel siempre ha sido, que está conectado a tierra.
Jeph Loeb sobre las oportunidades que presenta Daredevil dentro del Universo cinematográfico de Marvel.

Daredevil fue la primera de las series de Marvel de Netflix y fue seguida por Jessica Jones  (2015–2019), Luke Cage (2016–2018), y Iron Fist (2017–2018), que conducen a la miniserie The Defenders (2017). En noviembre de 2013, el CEO de Disney, Bob Iger declaró que, si los personajes resultan populares en Netflix, "es muy posible que se conviertan en películas", lo que Sarandos repitió en julio de 2015. En agosto de 2014, D'Onofrio declaró que después de "las cosas de las series con Netflix", Marvel tiene "un plan más grande para expandirse". En diciembre de 2014, Loeb explicó que "Dentro del universo Marvel hay miles de héroes de todas las formas y tamaños, pero los Vengadores están aquí para salva el universo y Daredevil está aquí para salvar el vecindario... Tiene lugar en el Universo cinematográfico de Marvel. Todo está conectado. Pero eso no significa necesariamente que miremos hacia el cielo y veamos a [Iron Man]. Es solo una parte diferente de Nueva York que aún no hemos visto en las películas de Marvel"." Dawson explicó más tarde que "cuando tienes ese nivel de superpoderes, la lucha es diferente, lo que está en juego es diferente, y tiene una sensación más grandiosa. En ese mundo, existen en él, así que lo saben y es normal para ellos. Pero en realidad, cuando la gente está peleando y haciéndolo realmente mal, provocan crímenes en el terreno y hay armas y drogas, los huesos se van a romper. Las personas no se golpean entre sí y no va a pasar nada porque son indestructibles. Estas son personas. Son vulnerables y puedes experimentar eso".
En marzo de 2015, Loeb habló sobre la capacidad de las series para cruzarse con las películas del MCU y las series de televisión de ABC, diciendo: "Tal como está ahora, de la misma manera que nuestras películas comenzaron como autosuficientes y luego, cuando llegamos a The Avengers, se volvió más práctico para el Capitán América hacer un pequeño cruce con Thor 2 (2013) y que Bruce Banner aparezca al final de Iron Man 3 (2013). Tenemos que ganarnos eso. La audiencia necesita entender quiénes son todos estos personajes y qué es el mundo antes de que comiencen a mezclarse en términos de hacia dónde se dirige". En abril, Cox declaró que cruzarse las películas es "posible". Creo que hay una manera en que los mundos pueden fusionarse. Creo que nuestro programa se siente un poco diferente en cuanto al tono y la temática de las películas de Avengers, pero es todo un universo y siento que hay una manera para Daredevil, y otros personajes, Luke Cage y personajes del crimen callejero, para encajar en ese universo. Creo que tiene que haber una manera, y creo que se trata de encontrar un tono autónomo para esa película [crossover]". Cox también dijo que está obligado por contrato a aparecer en películas si Marvel se lo pide. Cox expresó interés en hacer un cameo en Capitán América: Civil War (2016) debido a la presencia de Daredevil en la historia cruzada de Civil War (2006–2007) de Mark Millar, que inspiró la película, pero reconoció que podría haber "perdido el tren" debido a que la fotografía principal ya había comenzado en ese momento. Mientras escribía Avengers: Infinity War (2018), Christopher Markus y Stephen McFeely hablaron sobre la posibilidad de incluir a Daredevil y Luke Cage en las escenas de la película que tienen lugar en la ciudad de Nueva York, pero sintió que incluirlos en cameos rápidos no habría satisfecho a la audiencia.

## Marketing
Disney Consumer Products creó una pequeña línea de productos para atender a una audiencia más adulta, dado el tono más atrevido del programa. Paul Gitter, vicepresidente sénior de Marvel Licensing para Disney Consumer Products, explicó que el enfoque estaría más en adolescentes y adultos que en personas muy jóvenes, con productos en puntos de venta como Hot Topic. Además, se creó un programa de mercadería de Marvel Knights para respaldar la serie, lo que crea nuevas oportunidades para líneas de productos individuales y productos enfocados en coleccionistas. Los socios de licencias querían asociarse con Marvel, a pesar de que no se trata de un proyecto cinematográfico, dados sus éxitos anteriores. En noviembre de 2015 se lanzó una actualización para el juego de lucha para dispositivos móviles Marvel Contest of Champions, que incluye una misión de historia de seis partes que involucra a Daredevil y Jessica Jones junto con un nivel basado en Hell's Kitchen.

## Estreno

### Streaming
Daredevil se estrenó en el servicio de streaming, Netflix, en todos los territorios donde estuvo disponible, en Ultra HD 4K y alto rango dinámico (HDR). Las dos primeras temporadas se mejoraron para estar disponibles en HDR después de su estreno inicial por parte del proveedor de posproducción Deluxe. Los episodios de cada temporada se estrenaron simultáneamente, a diferencia de un formato serializado, para fomentar la observación maratónica, un formato que se ha utilizado para otras series originales de Netflix. Daredevil fue la primera serie original de Netflix en recibir el Servicio de video descriptivo de audiodescripción. A pesar de ser calificada como un "Original de Netflix", los derechos de la licencia fueron trasladados de Netflix a Disney.
Daredevil, fue eliminada de Netflix el 1 de marzo de 2022, junto con las otras series Marvel de Netflix, debido a que la licencia de Netflix para la serie finalizó y Disney recuperó los derechos. Disney optó por que Netflix no pagara una gran tarifa de licencia para conservar los derechos de distribución de la serie, y en cambio, anunció que toda las series estarían disponible en Disney+ el 16 de marzo en Estados Unidos, Canadá, Reino Unido, Irlanda, Australia y Nueva Zelanda, y en los demás mercados de Disney+ a finales de 2022. En los Estados Unidos y Latinoamérica, se introdujeron controles parentales revisados en el servicio para permitir que se agregue el contenido más adulto de la serie, de manera similar a los controles que ya existen para otras regiones que tienen el centro de contenido, Star.

### Medios domésticos
| Temporada | Fechas de lanzamiento en DVD | Fechas de lanzamiento en DVD | Fechas de lanzamiento en DVD | Fechas de lanzamiento en Blu-ray | Fechas de lanzamiento en Blu-ray |
| Temporada | Región 1                     | Región 2                     | Región 4                     | Región A                         | Región B                         |
| --------- | ---------------------------- | ---------------------------- | ---------------------------- | -------------------------------- | -------------------------------- |
| 1         | —                            | 3 de octubre de 2016         | 7 de diciembre de 2016       | 8 de noviembre de 2016           | 3 de octubre de 2016             |
| 2         | 22 de agosto de 2017         | 15 de mayo de 2017           | 14 de junio de 2017          | 22 de agosto de 2017             | 15 de mayo de 2017               |
| 3         | —                            | —                            | —                            | —                                | —                                |

## Recepción

### Audiencia
Como Netflix no revela los números de audiencia de suscriptores para ninguna de sus series originales, Karim Zreik, vicepresidente sénior de programación original de Marvel Television, proporcionó algunos datos demográficos de audiencia para Daredevil en agosto de 2017, y señaló que la serie ha atraído a una gran número de espectadores masculinos. También en el mes, Netflix publicó patrones de visualización para las series Marvel de Netflix. Los datos, que provienen de las "1,300 'comunidades de gusto' de Netflix en todo el mundo, donde los suscriptores se agrupan según lo que ven", mostraron que los espectadores no verían la serie en orden cronológico por estreno, sino que comenzarían con Jessica Jones, luego Daredevil, Luke Cage y finalmente Iron Fist. Todd Yellin, vicepresidente de innovación de productos de Netflix, señaló que las audiencias ven la serie "en orden de interés y cómo aprenden sobre ella". Los datos de Netflix también mostraron que un espectador que ve Daredevil suele pasar a Jessica Jones, y viceversa, mientras que otras series "con antihéroes y temas de ambigüedad moral" como Bloodline (2015–2017), Breaking Bad (2008–2013), Dexter (2006–2013) y House of Cards (2013–2018) llevó a los espectadores a iniciar Daredevil. En octubre de 2018, Crimson Hexagon, una empresa de información del consumidor, publicó datos que examinaban el "revuelo en las redes sociales" sobre la serie para intentar correlacionarlo con la audiencia potencial. Los datos mostraron que cuando se estrenó la primera temporada en abril de 2015, la temporada tenía casi 275,000 publicaciones en Twitter e Instagram al respecto. Para cuando se estrenó la segunda temporada en marzo de 2016, las publicaciones se redujeron a poco más de 200,000, y para la tercera temporada, al observar los datos recopilados a mediados de octubre de 2018, las publicaciones se redujeron a 75,000.
La serie ingresó a la lista de streaming de Nielsen Media Research, que mide la cantidad de minutos vistos por el público estadounidense en los televisores, como la octava serie original más vista en los servicios de streaming durante la semana del 20 al 26 de diciembre de 2021, con 195 millones de minutos vistos. Se creía que la aparición de Daredevil en la lista era de los espectadores que volvían a la serie después de la aparición de Cox en Spider-Man: No Way Home (2021) y la aparición de D'Onofrio en Hawkeye (2021).

### Respuesta crítica
| Temporada | Temporada | Rotten Tomatoes  | Metacritic      |
| --------- | --------- | ---------------- | --------------- |
|           | 1         | 99% (72 reseñas) | 75 (22 reseñas) |
|           | 2         | 81% (57 reseñas) | 68 (13 reseñas) |
|           | 3         | 97% (65 reseñas) | 71 (6 reseñas)  |

El sitio web del agregador de reseñas, Rotten Tomatoes informó un índice de aprobación del 99% para la primera temporada, basado en 72 reseñas, con una calificación promedio de 8.1/10. El consenso crítico del sitio web dice: "Con un estricto apego a la historia del material de origen, una alta calidad de producción y un estilo dramático sensato, Daredevil sobresale como una efectiva historia de origen de superhéroes, un procedimiento crudo y una emocionante aventura de acción." Metacritic, que utiliza un promedio ponderado, asignó una puntuación de 75 sobre 100, según 22 críticos, lo que indica "reseñas generalmente favorables".
La segunda temporada tiene un índice de aprobación del 81% en Rotten Tomatoes, según 57 reseñas, con una calificación promedio de 6.9/10. El consenso crítico del sitio dice: "Reforzado por una acción impresionante, Daredevil mantiene su equilibrio en la segunda temporada, incluso si sus nuevos adversarios no pueden llenar el vacío dejado por Wilson Fisk". En Metacritic, tiene una puntuación de 68 sobre 100, basada en 13 críticas, lo que indica "críticas generalmente favorables".
La tercera temporada tiene un índice de aprobación del 97% en Rotten Tomatoes, según 65 reseñas, con una calificación promedio de 8.1/10. El consenso crítico del sitio dice: "El hombre sin miedo regresa a su mejor forma con una tercera temporada que comienza tediosamente lenta pero que gradualmente genera emociones de cómic, inconmensurablemente ayudada por el bienvenido regreso del amenazante Kingpin de Vincent D'Onofrio". En Metacritic, tiene una puntuación de 71 sobre 100, basada en 6 críticas, lo que indica "críticas generalmente favorables".

### Reconocimientos
En diciembre del año 2015, IGN nombró a Daredevil la segunda mejor serie original de Netflix hasta la fecha.
| Año  | Premio                                     | Categoría                                                                                     | Nominado(s)                    | Resultado | Ref.    |
| ---- | ------------------------------------------ | --------------------------------------------------------------------------------------------- | ------------------------------ | --------- | ------- |
| 2015 | Camerimage                                 | Mejor Fotografía – Piloto                                                                     | Episodio: «Into the Ring»      | Nominado  | [ 132 ] |
| 2015 | EWwy Awards                                | Mejor actor de reparto en una serie de drama                                                  | Vincent D'Onofrio              | Nominado  | [ 133 ] |
| 2015 | Helen Keller Achievement Award             | Homenajeado                                                                                   | Charlie Cox                    | Ganador   | [ 134 ] |
| 2015 | Online Film & Television Association Award | Mejor nueva secuencia de apertura                                                             | Daredevil                      | Ganadora  | [ 135 ] |
| 2015 | Primetime Creative Arts Emmy Awards        | Mejor secuencia de apertura principal                                                         | Daredevil                      | Nominada  | [ 136 ] |
| 2015 | Primetime Creative Arts Emmy Awards        | Mejor edición de sonido para una serie                                                        | Episodio: «Speak of the Devil» | Nominado  | [ 136 ] |
| 2015 | Primetime Creative Arts Emmy Awards        | Mejores fectos especiales y visuales en un papel secundario                                   | Episodio: «Speak of the Devil» | Nominado  | [ 136 ] |
| 2015 | Premios del Sindicato de Actores           | Mejor reparto de especialistas de televisión                                                  | Daredevil                      | Nominada  | [ 137 ] |
| 2016 | Premios Empire                             | Mejor serie de televisión                                                                     | Daredevil                      | Nominada  | [ 138 ] |
| 2016 | Golden Reel Awards                         | Logro destacado en edición de sonido: diálogo y ADR para medios de difusión breves episódicos | Daredevil                      | Nominada  | [ 139 ] |
| 2016 | Premios Saturn                             | Mejor actor de reparto en televisión                                                          | Scott Glenn                    | Nominado  | [ 140 ] |
| 2016 | Premios Saturn                             | Mejor serie de televisión de nuevos medios                                                    | Daredevil                      | Ganadora  | [ 141 ] |
| 2016 | Premios Saturn                             | Mejor papel protagonista invitado en televisión                                               | Vincent D'Onofrio              | Nominado  | [ 140 ] |
| 2016 | Premios Saturn                             | Mejor actor de televisión                                                                     | Charlie Cox                    | Nominado  | [ 140 ] |
| 2016 | SXSW Film Festival                         | Excelencia en el diseño de títulos                                                            | Daredevil                      | Nominada  | [ 142 ] |
| 2016 | Visual Effects Society Awards              | Mejores efectos visuales de apoyo en un episodio fotorrealista                                | Episodio: «Speak of the Devil» | Nominado  | [ 143 ] |
| 2016 | Got Your 6                                 | 6 Certified – por "una representación representativa y equilibrada de los veteranos"          | Episodio: «Semper Fidelis»     | Ganador   | [ 144 ] |
| 2016 | Online Film & Television Association Award | Mejor sonido en una serie                                                                     | Daredevil                      | Nominada  | [ 145 ] |
| 2016 | Primetime Creative Arts Emmy Awards        | Mejor edición de sonido para una serie                                                        | Episodio: «New York's Finest»  | Nominado  | [ 146 ] |
| 2016 | Primetime Creative Arts Emmy Awards        | Mejor coordinación de acrobacias para una serie dramática, una serie limitada o una película  | Philip J. Silvera              | Nominado  | [ 146 ] |
| 2017 | Premios Saturn                             | Mejor actor en televisión                                                                     | Charlie Cox                    | Nominado  | [ 147 ] |
| 2017 | Premios Saturn                             | Mejor serie de televisión de nuevos medios                                                    | Daredevil                      | Nominada  | [ 147 ] |
| 2017 | Premios del Sindicato de Actores           | Mejor reparto de especialistas                                                                | Daredevil                      | Nominada  | [ 148 ] |
| 2019 | Premios Saturn                             | Mejor actor en una serie de televisión en streaming                                           | Charlie Cox                    | Nominado  | [ 149 ] |
| 2019 | Premios Saturn                             | Mejor serie de superhéroes en streaming                                                       | Daredevil                      | Ganadora  | [ 149 ] |
| 2019 | Premios Saturn                             | Mejor actriz de reparto en serie de televisión en streaming                                   | Deborah Ann Woll               | Nominada  | [ 149 ] |
| 2019 | Premios del Sindicato de Actores           | Mejor reparto de especialistas                                                                | Daredevil                      | Nominada  | [ 150 ] |

## Serie derivada
En enero de 2016, antes del debut de Bernthal como el vigilante armado Frank Castle / Punisher en la segunda temporada, Netflix estaba en un "muy temprano desarrollo" de una serie spin-off titulada The Punisher, y estaba buscando un showrunner. La serie se centraría en Bernthal como Castle y se describió como un proyecto independiente, fuera de las series que conducen a The Defenders. Loeb insinuó que Marvel Television no había instigado el desarrollo del spin-off y se estaban centrando en hacer "los mejores 13 episodios de la temporada dos de Daredevil" en ese momento, pero dijo: Nunca voy a disuadir a una cadena de mirar a uno de nuestros personajes y alentarnos a hacer más... Si tenemos la suerte de que a través de la escritura, la dirección, el actor, la gente quiera ver más de esa persona, genial". En abril de 2016, Marvel y Netflix ordenaron The Punisher, confirmaron la participación de Bernthal y nombraron a Steve Lightfoot como showrunner. La serie se estrenó en noviembre de 2017. Woll repite su papel de Karen Page en la serie.

## Futuro

### Cancelación
Antes del estreno de la tercera temporada, Deadline Hollywood señaló que se esperaba que la serie se renovara por una cuarta temporada ya que fue "muy vista y aclamada por la crítica". Oleson presentó lo que él quería hacer con una cuarta temporada a Netflix en noviembre de 2018, y esperaba que esta reunión condujera a una renovación oficial de la serie. A pesar del estreno, el 29 de noviembre de 2018, Netflix canceló la serie después de tres temporadas. Netflix dijo que las tres temporadas permanecerían en el servicio, mientras que el personaje "viviría en proyectos futuros para Marvel". Deadline Hollywood señaló que "a diferencia de Iron Fist o Luke Cage, la puerta parece estar abierta de par en par" para que la serie continúe en otro lugar, potencialmente en el servicio de streaming de Disney, Disney+. Sin embargo, The Hollywood Reporter pensó que esto era poco probable, especialmente porque, según el acuerdo original entre Marvel y Netflix para la serie, los personajes no pueden aparecer en ninguna serie o película que no sea de Netflix durante al menos dos años después de la cancelación de Daredevil, según informó Variety. Kevin A. Mayer, presidente de Walt Disney Direct-to-Consumer and International, señaló que, si bien aún no se había discutido, existía la posibilidad de que Disney+ pudiera revivir la serie. 
Cox se entristeció por la cancelación, ya que "sentía que teníamos muchas historias que contar", especialmente porque estaba emocionado por lo que se había discutido para una posible cuarta temporada. Agregó que muchos miembros del elenco y el equipo "realmente esperaban seguir adelante" y que tenía la esperanza de que habría una oportunidad para interpretar al personaje nuevamente de alguna forma. Amy Rutberg, quien interpreta a Marci Stahl en la serie, confirmó el requisito de espera de dos años y también dijo que la decisión de cancelar la serie fue una sorpresa para los ejecutivos de Marvel dado el extenso trabajo que se había realizado para una posible cuarta temporada. Agregó que se esperaba que la filmación de la cuarta temporada comenzara alrededor de febrero de 2019 y que muchos miembros del elenco y el equipo sintieron que la serie duraría cinco temporadas, con un nuevo antagonista en la cuarta antes de un enfrentamiento final entre Daredevil y Fisk en el quinto. Olsen amplió que estaba planeado que Typhoid Mary sirviera como antagonista para la cuarta temporada, junto con el regreso de Búho, con Bullseye reapareciendo en la quinta temporada. Ese mismo mes, el vicepresidente sénior de originales de Hulu, Craig Erwich, dijo que el servicio de streaming estaba abierto a revivir la serie, junto con las otras series anteriores de Netflix.

### Repeticiones del elenco e integración con Marvel Studios
En junio del 2020, el presidente de Marvel Studios, Kevin Feige se puso en contacto con Cox para que retomara su papel en las producciones del UCM de Marvel Studios, y Feige confirmó en diciembre del 2021 que Cox repitiría el papel para Marvel Studios, haciéndolo por primera vez en la película Spider-Man: No Way Home (2021). Además, D'Onofrio repitió por primera vez su papel de Kingpin en la serie de Disney+, Hawkeye (2021). En ese momento, Jessica Henwick, quien interpretó a Colleen Wing en la serie Netflix de Marvel, indicó que Cox sabía de la oportunidad de repetir el papel en las producciones de Marvel Studios años antes.
En marzo de 2022, Production Weekly incluyó un reinicio de Daredevil en su informe de los próximos proyectos en desarrollo, con Feige y Chris Gary como productores. Se confirmó que la serie estaba en desarrollo para Disney+ a fines de mayo, con Matt Corman y Chris Ord adjuntos como escritor principales y productores ejecutivos. La serie, titulada Daredevil: Born Again, se anunció oficialmente en julio para una primera temporada de 18 episodios, con Cox y D'Onofrio confirmados para regresar. Cox describió Born Again como "algo completamente nuevo" y no como una cuarta temporada de la serie de Netflix. A finales de septiembre de 2023, la serie se sometió a una revisión creativa después de filmar algunos episodios para alinearla más con la serie de Netflix. Corman y Ord fueron despedidos como guionistas principales, al igual que los directores durante el resto de la serie, con Dario Scardapane, escritor de The Punisher, contratado para actuar como showrunner y el dúo cinematográfico Justin Benson y Aaron Moorhead contratados para dirigir los episodios restantes de la primera temporada de la serie. Bernthal, Woll, Henson, Bethel, y Zurer también retoman sus papeles como Frank Castle / Punisher, Karen Page, Foggy Nelson, y Benjamin "Dex" Poindexter, y Vanessa Mariana-Fisk en Born Again.
Antes de la aparición de Cox en Echo, que se estrenó en enero de 2024, el jefe de streaming de Marvel Studios, Brad Winderbaum reconoció que Marvel Studios había sido anteriormente "un poco cauteloso" acerca de lo que era parte de su Sagrada Línea del Tiempo, señalando cómo había habido una división corporativa entre lo que creó Marvel Studios y lo que creó Marvel Television. Continuó diciendo que a medida que ha pasado el tiempo, Marvel Studios ha comenzado a ver "lo bien integradas que están las historias [de Marvel Television]" y personalmente se sintió "confiado" al decir que la serie Daredevil de Netflix era parte de la Sagrada Línea del Tiempo. Marvel Studios comenzó a considerar la serie de Netflix como una parte más integral del MCU una vez que Daredevil: Born Again pasó por una revisión creativa en septiembre de 2023. Se utilizaron imágenes de Daredevil en material promocional de Echo. Con el estreno de Echo, todas las series de Netflix se agregaron a la Cronología de Disney+ con Daredevil colocada junto al contenido de la Fase Dos del MCU, entre las películas Guardianes de la Galaxia y Avengers: Age of Ultron (2015). Una actualización de la línea de tiempo de Disney+ dividió la serie por temporada, con la segunda temporada de Daredevil colocada después de Ant-Man (2015), y la tercera antes de Thor: Ragnarok (2017).